# Carlos Luís, Príncipe de Anhalt-Bernburg-Schaumburg-Hoym
Carlos Luís de Anhalt-Bernburg-Schaumburg-Hoym (Schaumburg, 16 de Maio de 1723 – Schaumburg, de 20 de agosto de 1806) foi um príncipe alemão da Casa de Ascania, de Anhalt-Bernburg, ramo governante do principado de Anhalt-Bernburg-Schaumburg-Hoym.
Ele foi o terceiro (mas segundo sobrevivente) filho de Vítor I Amadeu Adolfo, Príncipe de Anhalt-Bernburg-Schaumburg-Hoym, com sua primeira esposa, Carlota Luísa, filha de Ghuilherme Maurício, Conde de Isenburg-Büdingen-Birstein.

## Vida
A morte de seu irmão mais velho, o Príncipe Hereditário, Cristiano, em 1758, fez dele o novo herdeiro de Anhalt-Bernburg-Schaumburg-Hoym. Quatorze anos mais tarde, em 1772, Carlos Luís sucedeu o pai no governo do principado.

## Casamentos e descendência

### Primeiro casamento
Quando Carlos Luís era um jovem oficial de um regimento, a serviço da Holanda, ele se apaixonou por Benjamine Gertrude Keiser [também chamada Kaiserinn ou Keyser] (Stevensweert, 1 de janeiro de 1729 - Belleville, perto de Paris, 6 de janeiro de 1787), filha de um capitão da holandês. Sem o consentimento de seu pai, Carlos Luís se casou com ela em Stevensweert, em 25 de Março de 1748. Eles tiveram uma filha:
1. Victoria Hedwig Karoline (Stevensweert, 9 de janeiro de 1749 - Eger, de 26 de junho de 1841). Ela casou-se, em 21 de novembro de 1776, com Thomas de Mahy, Marquês de Favras, um oficial da guarda do Conde de Provença, mais tarde Rei Luís XVIII da França.

O casamento foi declarado nulo e foi anulado pelo tribunal de Haia , em 26 de julho de 1757, e Carlos Luís e Benjamine tentam ter a sua filha reconhecida como princesa de Anhalt, o que foi rejeitadas pelo Conselho Áulico, em 11 de Maio de 1778. Da mesma forma, uma tentativa para obter o título de condessa de Anhalt, foi rejeitad no dia 14 de setembro. Finalmente, Carlos Luís obteve para sua filha, o título de Baronesa de Bärenthal (em alemão: Freifrau von Bärenthal); no entanto, algumas fontes  nomeiam Victoria Hedwig Karoline como princesa de Anhalt-Bernburg-Schaumburg-Hoym.

### Segundo casamento
Em Braunfels , a 12 de dezembro de 1765, Carlos Luís casou-se com Amália Eleonora (Braunfels, 22 de novembro de 1734 - Schaumburg, 19 de abril de 1811), filha de Frederico Guilherme, Príncipe de Solms-Braunfels. Eles tiveram cinco filhos:
1. Vítor II Charles Frederick, Príncipe de Anhalt-Bernburg-Schaumburg-Hoym (Schaumburg, 2 de novembro de 1767 - Schaumburg, 22 de abril de 1812), casou-se com Amália de Nassau-Weilburg (7 de agosto, 1776 - 19 de fevereiro de 1841), em 29 de outubro de 1793.
2. Guilherme Luís (bSchaumburg, 19 de abril de 1771 - morto em ação, [[Stockach]], 25 de Março de 1799).
3. Alexius Klemens (Schaumburg, 19 de agosto de 1772 - Schaumburg, 12 De Julho De 1776).
4. Sofia Carlota (Schaumburg, 29 de setembro de 1773 - Schaumburg, 25 De Fevereiro De 1774).
5. Caroline Ulrike (Schaumburg, 22 de setembro de 1775 - Schaumburg, 4 De Março De 1782).